# Castle Pines
Castle Pines – miasto w Stanach Zjednoczonych, w stanie Kolorado, w hrabstwie Douglas.